# Los caballeros las prefieren rubias (álbum de Olé Olé)
Los caballeros las prefieren rubias es el cuarto álbum de estudio del grupo español Olé Olé, y el segundo junto a la cantante Marta Sánchez. Fue lanzado en 1987 bajo el sello Hispavox.

## Historia
Para la grabación de su nueva producción, Los caballeros las prefieren rubias, Marta Sánchez decide cambiar de look y se tiñe de rubia platino. Este cambio se aprovechó como nuevo planteamiento para la imagen y título del disco. El primer sencillo de este álbum fue “Sola (con un desconocido)”, que se convierte rápidamente en un éxito y los coloca dentro del TOP 20 de los discos más vendidos en España.
El segundo sencillo fue Yo soy infiel, un tema lleno de energía en el que Marta interpreta con  garra y profesionalidad, demostrando que es una de las grandes voces del momento. A comienzos de 1988 se publica el último sencillo Secretos, un tema bailable que alcanzó el número 1 de la lista de los 40 principales.
También sonaron en las emisoras de radio y televisión canciones que no fueron single, como Ansiedad, La bámbola y Poema en el avión. Este disco fue un éxito, llegando a superar el disco de platino con más de 150 000 copias vendidas.

## Lista de canciones
| # | Título                    | Compositor(es)                        | Duración |
| - | ------------------------- | ------------------------------------- | -------- |
| 1 | Sola (con un desconocido) | Marcelo Montesano                     | 3:13     |
| 2 | No Me Mientas Más         | Marcelo Montesano                     | 3:24     |
| 3 | Tragedia Familiar         | Marcelo Montesano / Gustavo Montesano | 4:15     |
| 4 | Poema en el Avión         | Marcelo Montesano                     | 4:20     |
| 5 | Yo Soy Infiel             | Gustavo Montesano                     | 4:02     |
| 6 | Secretos                  | Marcelo Montesano / Gustavo Montesano | 3:34     |
| 7 | La Bámbola                | Gustavo Montesano                     | 3:19     |
| 8 | Ansiedad                  | Gustavo Montesano                     | 3:07     |
| 9 | Puedes Subir Al Cielo     | Marcelo Montesano / Gustavo Montesano | 3:27     |

### Reedición 2011
| #  | Título                     | Compositor(es)                                | Duración |
| -- | -------------------------- | --------------------------------------------- | -------- |
| 10 | Lili Marlén                | N. Schultze / H. Leip / Adap. Luis G. Escolar | 3:43     |
| 11 | Bailando Sin Salir De Casa | Marcelo Montesano                             | 3:45     |
| 12 | Déjame Sola                | Gustavo Montesano                             | 3:46     |